# Zawiercie Borowe Pole
Zawiercie Borowe Pole – przystanek kolejowy w Zawierciu, w województwie śląskim, w Polsce. Znajdują się tu 2 perony. Stacja prowadzi ruch lokalny do Katowic, Zawiercia, Częstochowy.

## Ruch pasażerski[1]
| Rok  | Wymiana pasażerska na dobę | Miejsce w Polsce |
| ---- | -------------------------- | ---------------- |
| 2017 | 150-199                    | bd.              |
| 2018 | 150-199                    | bd.              |
| 2019 | 150-199                    | 830.             |
| 2020 | 100-149                    | 866.             |
| 2021 | 100-149                    | 916.             |
| 2022 | 150-199                    | 966.             |
| 2023 | 150-199                    | 1027.            |
| 2024 | 200-299                    | 936.             |

## Torowisko
Na stacji znajdują się dodatkowe tory należące do Centralnej Magistrali Kolejowej (CMK). Na CMK pociągi mogą jechać z prędkością 160 km/h.